# 霍元甲 (2000年电视剧)
《霍元甲》，是2000年根据中国武术家霍元甲的故事拍攝製作的古装电视剧，其中很多人物包括陈真都是虚构人物。由贾云导演，赵文卓、吴樾、梅婷、祁艳、何音主演。随后本剧的续集《精武英雄陳真》播出。

## 演员表
- 赵文卓 饰 霍元甲（配音：张澎）
- 吴樾 饰 陈真（配音：孙湘光）
- 梅婷 饰 农静秋（配音：徐晓青）
  - 贾赛妮 饰 小静秋
- 祁艳 饰 绮云格格（配音：王晓燕）
- 马魁 饰 农劲荪（配音：赵岭）
- 黄慧颐 饰 赵倩男（配音：李桃李）
- 何音 饰 香儿（配音：马海燕）
- 冯进高 饰 胡紫石（配音：齐杰）
- 岳跃利 饰 荣亲王（配音：李立宏）
- 苏可 饰 郑野风（配音：海顿）
- 陈凯 饰 刘振声
- 卢星宇 饰 渡边一郎（配音：赵岭）
- 冯鹏 饰 铁柱（配音：海顿）
- 叮当 饰 铁头（配音：王晓燕）
- 舒畅 饰 菊儿（配音：徐晓青）
- 秦嘉华 饰 大桥
- 李振起 饰 大刀王五（配音：陆建艺）
- 刘海军 饰 黄天霸
- 仰洋 饰 脱善